# Fade (banda)
Fade es una banda japonesa/estadounidense compuesta por cinco miembros. La banda se caracteriza por su sonido ecléctico y con influencias del rock americano y a la vez con sonidos a la vanguardia de la escena del rock contemporáneo japonés. La fuerza de esta banda y el alcance es su capacidad para recurrir a la dualidad cultural de la música y la experiencia compartida entre los cinco miembros.

## Historia
La banda se formó en 1991 en Nueva York, de la mano de Rui y de Kansei. Una de las influencias de la banda es su aspecto multicultural, debido a que al menos cuatro de los cinco miembros se han criado y/o nacido en EE. UU. El estilo de música de fade está inspirado en el rock clásico de los 80, con el poderoso sonido de guitarras gemelas para complementar las composiciones originales de la banda.
Ellos se describen como un “Rollo California del Rock” haciendo alusión al rollo de sushi que tiene el mismo nombre. La razón es que ellos son una mezcla de la cultura norteamericana con la japonesa, reflejando eso en la forma de hacer música.
Desde su origen hasta 2001, la banda se constituyó sin un vocalista principal, tocando en bares y otros locales hasta que decidieron mudar a Tokio. Es en 2001 que la banda conoce al estudiante americano de intercambio Jon Underdown, el cual luego de escuchar un par de pistas decide unirse a la banda.
A partir de 2003, la banda comenzó a consolidarse lanzando EP. Su primera gran oportunidad llegó con el álbum A moment of Truth con la canción «Beautiful» la cual fue seleccionada para ser parte del soundtrack de la película japonesa Rainbow Song(2006) del director Shunji Iwai. 
Durante 2007 y 2008 la banda se embarga en promocionar su nuevo EP, To Find a Better Tomorrow y efectuando una serie de live tours en Osaka y Kyoto para promocionarlo, además de participar en festivales como MINAMI WHEEL 2008' y SUPER DRY B-JAM.
En 2009 son invitados a tocar en el ETPFEST 2009 en Corea, compartiendo escenario con bandas tan importantes como Keane, Nine Inch Nails y Limp Bizkit.
En 2011, la banda lanza un nuevo álbum Kings of Dawn y el sencillo «One Reason», cuya canción es el opening del anime Deadman Wonderland. En diciembre de 2011, la banda lanza su álbum Kings of Dawn versión Europa, de la mano de Gan-Shin Records.
Para el año 2014, lanzan su nuevo álbum Crossroad, el primero bajo el sello de Universal Records Japan. Sin embargo, a pocas semanas de su lanzamiento, la banda anuncia su separación luego de una serie de tours finales por diferentes escenarios alrededor de Japón.
Actualmente cada uno de los integrantes colabora con diferentes artistas del medio japonés.

## Integrantes
- Jon Underdown (Jonathan "Jon" Matthew Underdown) (8 de junio de 1979): Nació en Fallbrook California, EE. UU. Es el vocalista de la banda, aunque su carrera no se limita a fade, ya que también fue cantante en la banda que conformó junto a GACKT  ,  YELLOW FRIED CHICKENz  . También ha formado parte del soundtrack del videojuego Gran Turismo 5 y ha sido modelo e imagen para United Arrows y Jean Paul Gaultier.

- Rui Watanabe (31 de enero de 1978): Nacido y criado en Nueva York, es hijo de padres japoneses. Él es el líder de la banda, compositor en su mayoría de las canciones de la banda y miembro fundador junto a Kansei, además de ser el baterista de la misma. Ha formado parte del soundtrack de la serie de anime Nana.

- Kansei Miyagi (3 de marzo de 1978): Nacido y criado en Nueva York. Ocupa el puesto de guitarrista principal de la banda y es uno de los miembros fundadores de esta. Fuera de la banda, también ha colaborado para la serie de anime Nana.

- Noriyuki Hashimoto (9 de abril de 1977): Nacido en Kioto pero criado en Nueva York. Es el bajista de la banda.

- 5° (Godo) (Shingo Terasawa)(7 de julio de 1977): Nacido Shingu-shi Wakayama, Japón. Es el segundo guitarrista de la banda. Godo es destacado por su capacidad artística abstracta, pues ha ganado premios y una de las más clares muestras de su arte es el body painting que utiliza en los conciertos y sesiones de fotos. El mismo hace los diseños y pinta su cuerpo. Sus mayores influencias han sido Picasso, Chagall, Matisse, Dali, Kandinsky, Klee, Modigliani, Utrillo, G. Richter, J.M. Basquiat and Taro Okamoto.

## Discografía

### EP
- 23 de diciembre de 2011: Kings of Dawn (EU Edition)
- 27 de abril de 2011: Kings of Dawn
- 6 de agosto de 2008: To Find A Better Tomorrow
- 27 de julio de 2005: Under The Sun
- 23 de marzo de 2005: A Moment Of Truth
- 2003: fade

## Under the Sun [Mini-álbum] (2005.07.27)
Segundo miniálbum de la banda, lanzado el 27 de julio de 2005. Tracklist:
1. Better Scarred
2. Under the Sun
3. Nature of Rain
4. Out of Body Experience
5. You
6. Beautiful (Live)

## Age Of Innocence [álbum] (2009.11.11)
Primer álbum completo de la banda, lanzado el 11/11/2009. Tracklist:
1. Last Man Standing
2. So Far Gone
3. Reflection
4. Let it Go
5. The Age of Innocence
6. Trapped
7. Reality Lost
8. face
9. SPIN
10. It was you

## Kings of Dawn [Mini-álbum] (2011.04.27)
Miniálbum lanzado el 27/04/2011. Tracklist:
1. Born Ready
2. Cosmicalism
3. BLACK HEARTS&DOLLAR $IGN$
4. Tides of change
5. Kings of Dawn
6. Livin' on a Prayer

## Ten [álbum] (2012.06.06)
Es el álbum más reciente de la banda, lanzado el 06/06/2012. Tracklist:
1. In the End.
2. Chase for Daylight (Featuring Toyo from New Breed)
3. Reimei
4. Ever Free
5. Close to you (Japanese version)
6. Moment of Life
7. Keep the Faith
8. Wake up the World
9. Pain Inside
10. Million to One
11. Always and Forever
12. Ten
13. Beautiful (2012 version)
14. Close to You (English version)

## CrossRoad[álbum] (2014.02.26)
1. CROSS ROAD
2. Yurenonaka / ユレノナカ
3. One shot dealer
4. Beautiful
5. She
6. Better Scarred
7. Under the Sun
8. Filter
9. Last Man Standing
10. So Far Gone
11. Cosmicalism / コズミカリズム
12. Kings of Dawn
13. One Reason
14. Ever Free
15. Close to you
16. Ten
17. Livin' on a prayer (Bonus Track Edición Limitada)

### Sencillos
Primer Maxi-Single de la banda, lanzado el 27/04/2011. La canción principal de este single "One Reason" es el tema principal de la serie de animación japonesa (anime) titulada "DEADMAN WONDERLAND". Tracklist:
1. One Reason
2. From the Heart
3. One reason (Instrumental)
4. From the Heart (Instrumental)

## Anime
La banda colaboró con el sencillo «One Reason» para el Opening del Anime Deadman Wonderland. Además, los miembros por separado han participado de soundtracks para otros animes como NANA.

## Videojuego
El vocalista de la banda, Jon Underdown, colaboró junto a Daiki Kasho para el videojuego Gran Turismo 5 con el tema «SURV1V3» y para el videojuego Sonic Forces, con El tema «Space Port».